# Cyclops longispina
Cyclops longispina – gatunek widłonoga z rodziny Cyclopidae, nazwa naukowa gatunku została po raz pierwszy opublikowana w 1836 roku przez biologa Roberta Templetona.